# Rada ds. Autostrad
Rada ds. Autostrad – organ opiniotwórczy polskiego Ministra Transportu w zakresie spraw dotyczących budowy i eksploatacji autostrad płatnych, funkcjonujący w latach 1994 - 2014.
Został utworzony w 1994 r. na mocy Ustawy z dnia 27 października 1994 r. o autostradach płatnych (Dz.U. z 1994 r. nr 127, poz. 627). Zniesiony w 2014 r., na mocy Ustawy z dnia 24 kwietnia 2014 r. o zmianie ustawy o autostradach płatnych oraz o Krajowym Funduszu Drogowym oraz niektórych innych ustaw (Dz.U. z 2014 r. poz. 805).
Skład osobowy, struktury organizacyjne, zakres i formy działania Rady regulowało Rozporządzenie Ministra Transportu i Gospodarki Morskiej z 17 października 2001 r. w sprawie ustalenia regulaminu działania Rady do Spraw Autostrad (Dz.U. z 2001 r. nr 128, poz. 1437).